# La Mujer Muerta
La Mujer Muerta è una catena montuosa facente parte della sierra de Guadarrama, che si trova nella provincia di Segovia. Questa catena si trova nella zona centrale della sierra de Guadarrama, unito all'allineamento principale di questa sierra dal monte Minguete (2024 m.s.l. m.), un monte che si trova al confine della provincia di Segovia e della comunità di Madris, all'estremo nord della valle della Fuenfría e a est del passo della Fuenfría.

## Caratteristiche
La Mujer Muerta si estende da ovest-sudovest a est-nordest per una lunghezza di 11 km e nella linea di colmo contiene monti che superano i 2100 metri di altezza. La cima più alta è La Pinareja, con 2197 metri, ma ve ne sono altri oltre i 2000 come il Montón de Trigo (2161 m), la Peña del Oso (2196 m), il Pico de Pasapán (2005 m) e il Cerro Carmocho (1933 m). Nella sua metà occidentale questa catena è anche nota come Sierra del Quintanar.
L'immagine della donna morta inizia da La Pinareja, che è la cima che forma la testa della Mujer Muerta, seguendo il profilo delle vette si giunge al petto, sul quale sono congiunte le sue mani, la Peña del Oso e la terza cima, che formerebbe i piedi, è il Pico de Pasapán.
Sul versante sudest della La Mujer Muerta c'è la valle del río Moros, una zona ricoperta di fitti boschi di pino silvestre. Questo tipo di boschi inoltre si trova sul versante orientale della catena, che sta dentro la valle di Valsaín. A un'altitudine superiore ai 1900 abbondano i pendii rocciosi e i prati alpini cosparsi di cespugli bassi di alta montagna. I dirupi che si estendono sui versanti di queste montagne sono i più estesi della sierra de Guadarrama.

## Leggende
Vi sono numerose leggende cui si riferisce il nome di La Mujer Muerta, toponimo riferito all'insieme dei monti La Pinareja, Peña del Oso e Pico de Pasapán, che formano una cordigliera a sé e che vista dalla pianura di Segovia assume vagamente la forma di una donna caduta, addormentata o coperta con un velo, le braccia incrociate. 
Una di queste riguarda la credenza della trasformazione in catena montuosa di una giovine donna, morta di mal d'amore quando il suo amante partì per la guerra, dimenticandosi poi di tornare da lei come aveva promesso alla sua partenza. Secondo questa leggenda La Pinareja corrisponderebbe alla fronte della giovane, la cima della Peña del Oso, alle mani incrociate sul ventre, il picco di Pasapán corrisponderebbe ai piedi e la punta Majada Pielera, insieme al Cerro Carmocho, alla parte bassa dei piedi.
Un'altra leggenda parla dell'amore per la bella figlia di un fattore di un pastore del posto. Questi, credendo di vedere in un altro pastore un possibile rivale, cieco dall'ira e geloso, lo ammazzò e fece fuori nel medesimo tempo l'oggetto dei suoi desideri amorosi. Pochi giorni dopo, nel bel mezzo di una terribile tormenta, la terra tremò e comparve come per incanto questa gran mole rocciosa, che ricevette questo nome.
Un'altra leggenda ancora narra che in tempi remoti due cavalieri si disputavano l'amore per la medesima donna dando corso a una lotta mortale; la donna cercò di separarli interponendosi fra di loro ma il suo corpo fu attraversato dalle spade dei due contendenti. La notte successiva alla sua morte si scatenò una terribile tempesta che modellò i monti con vento e acqua fino a far loro assumere loro la forma del corpo della sventurata donna.
Infine un'ennesima leggenda narra le lotte per la supremazia di due fratelli, figli del recentemente scomparso capo di una tribù che viveva nell'allora estesa pianura. La madre dei due, che non voleva vedere quella lotta fratricida, offrì agli dei la sua vita in cambio della pace fra di loro, e la sua morte avvenne. Dopo una grande tormenta, comparve il corpo della madre sotto forma di montagna, immagine che fu riconosciuta dai due figli, i quali terminarono immediatamente la loro lotta.

## Galleria d'immagini

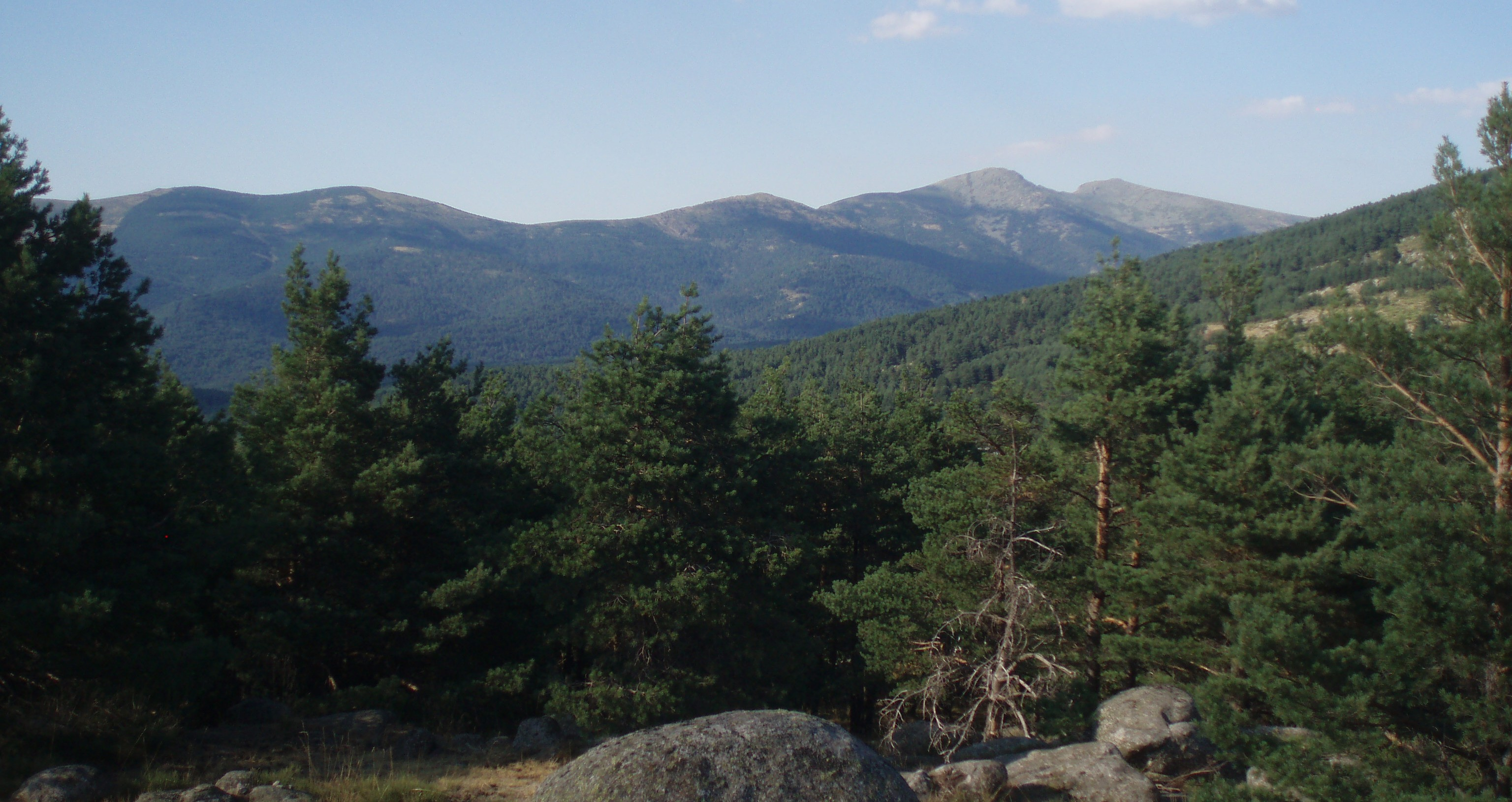
Lato sud est della zona orientale de La Mujer Muerta conlal valle del río Moros davanti.
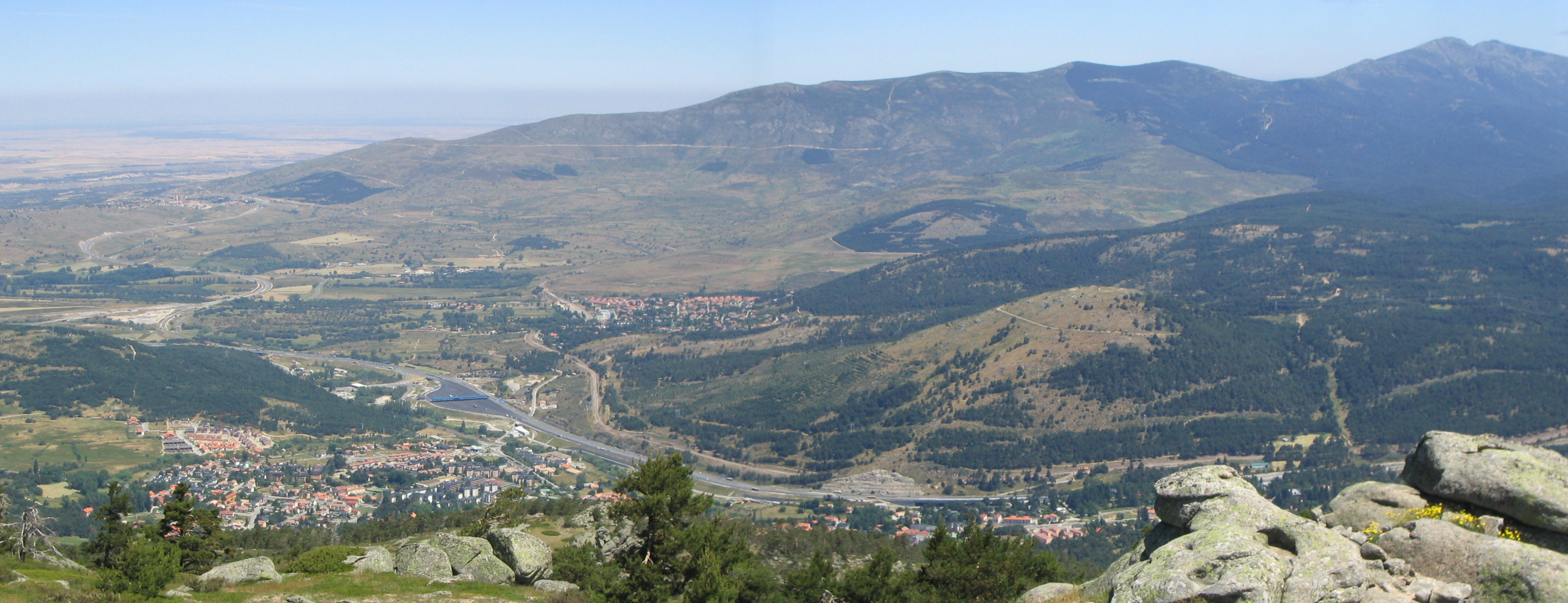
Lato sudest della zona occidentale della catena montuosa nota come Sierra del Quintanar.
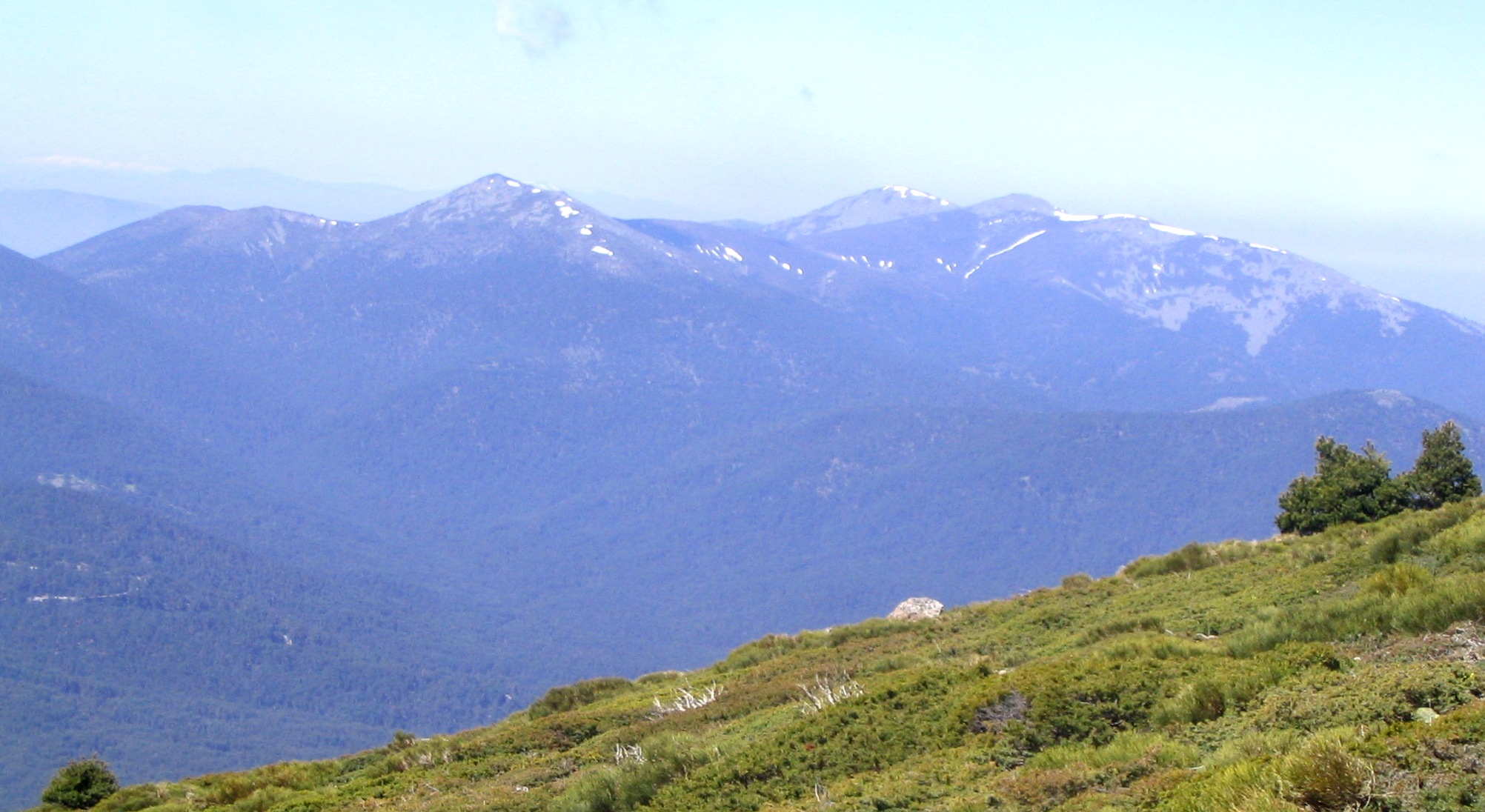
La Mujer Muerta vista dalle immediate vicinanze della punta di Peñalara. Da questo luogo non si vede la famosa silouhette che dà nome a questo tratto della sierra de Guadarrama.
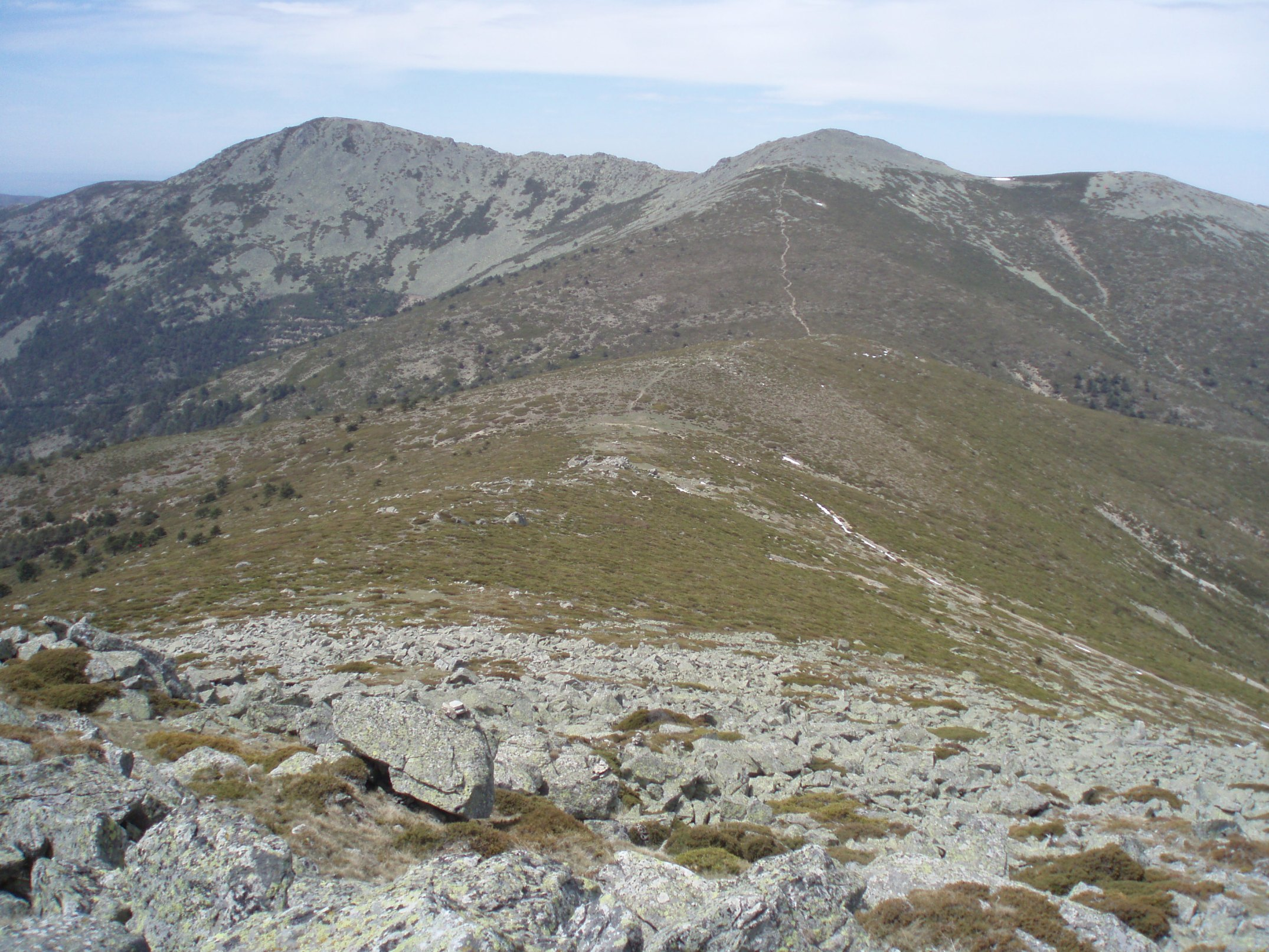
Montagne de La Mujer Muerta viste dalla cima del Montón de Trigo.
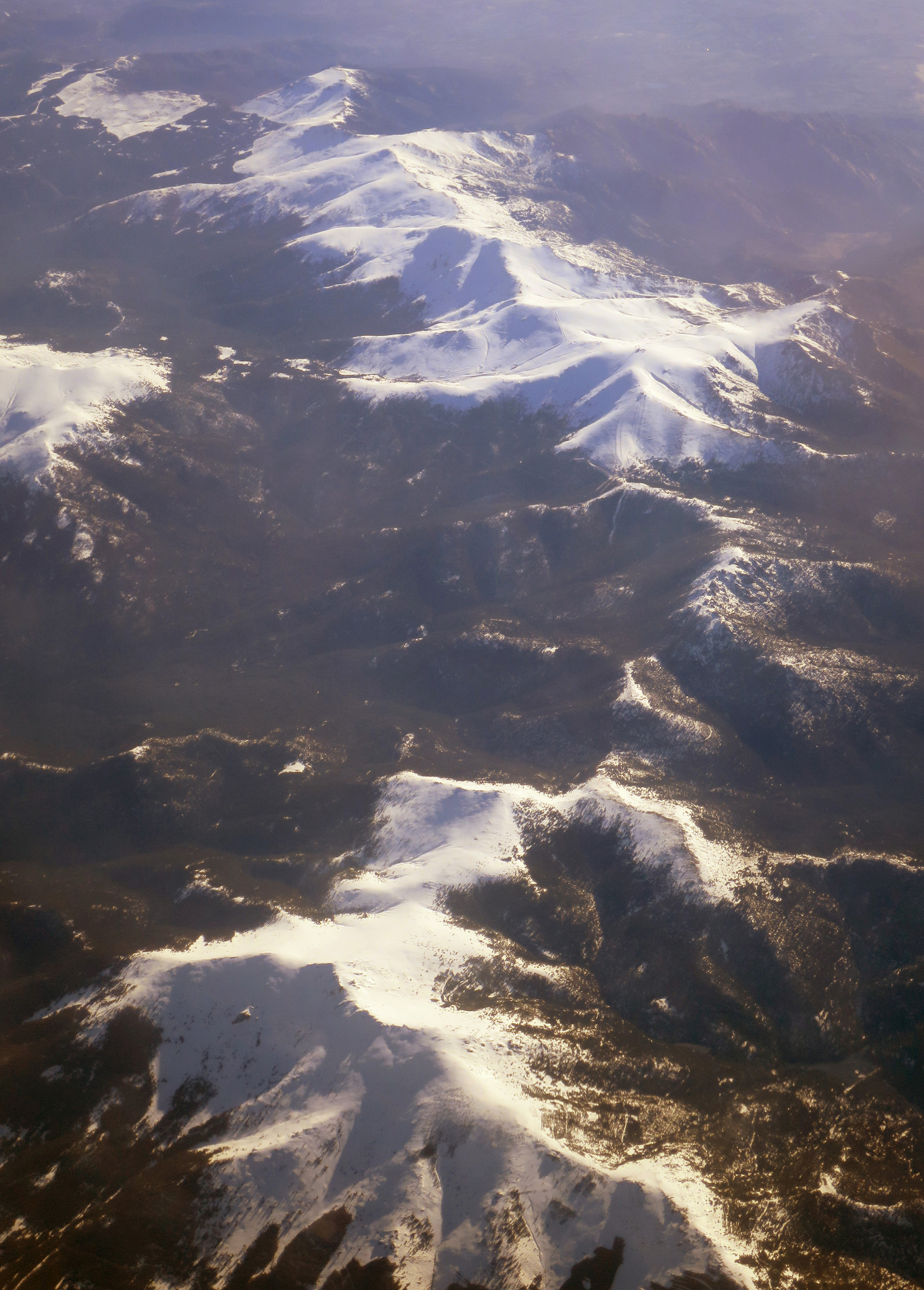
La Mujer muerta e la Cuerda Larga.